# Drosophila latigena
Drosophila latigena är en tvåvingeart som beskrevs av Elmo Hardy 1965. Drosophila latigena ingår i släktet Drosophila och familjen daggflugor.
Artens utbredningsområde är Hawaii.